# میبل و زندگی ساده چاقالو
میبل و زندگی ساده چاقالو (انگلیسی: Mabel and Fatty's Simple Life) فیلمی کوتاه به کارگردانی راسکو آربوکل محصول سال ۱۹۱۵ کشور ایالات متحده آمریکا است.

## بازیگران
- راسکو آرباکل
- میبل نورماند
- ال سنت جان
- جوزف سوئیکارد
- جو بوردو
- تد ادواردز (در عنوان‌بندی نیامده)